# Bart van Es
Bart van Es (geboren 7. Juni 1972 in Ede) ist ein niederländisch-britischer Literaturwissenschaftler.

## Leben
Bart van Es wurde an der Universität Cambridge mit einer Dissertation über Edmund Spenser promoviert. Van Es ist Fellow, Senior Tutor und Professor für Englische Literatur am St. Catherine’s College der Universität Oxford. Er publiziert zur englischen Sprach- und Literaturgeschichte der Renaissance und Neuzeit.
Als Teil seiner eigenen Familiengeschichte recherchierte van Es eine Biografie über Lien de Jong, die im August 1942 achtjährig in den von den Deutschen okkupierten Niederlanden in die Obhut seiner Großeltern kam, als ihre Eltern als Juden inhaftiert und von den Deutschen im KZ Auschwitz ermordet wurden. Das Buch erhielt 2018 den Biografiepreis der Costa Book Awards und wurde auch das mit 30.000 £ dotierte Costa Book of the Year. Es wurde mehrfach übersetzt.

## Schriften (Auswahl)
- Spenser's forms of history. Oxford University Press, Oxford 2002, ISBN 0-19-924970-9.
- A critical companion to Spenser studies. Palgrave Macmillan, Basingstoke 2006, ISBN 1-4039-2027-3.
- Shakespeare in company. Oxford University Press, Oxford  2015, ISBN 978-0-19-956931-1.
- His Fellow Actors. In: Paul Edmondson, Stanley Wells (Hrsg.): The Shakespeare circle : an alternative biography. Cambridge Univ. Press, Cambridge 2015, ISBN 978-1-107-05432-5, S. 261–274.
- Shakespeare's comedies : a very short introduction. Oxford University Press, New York 2016, ISBN 978-0-19-872335-6.
- The Cut Out Girl: a story of War and Family, Lost and Found. Penguin, 2018, ISBN 978-0-7352-2224-3.
  - Vergeet-mij-niet. Over het verborgen leven van een Joods meisje. Übersetzung René van Veen. De bezige Bij, Amsterdam 2018, ISBN 978-94-031-1820-8.
  - Das Mädchen mit dem Poesiealbum. Übersetzung Silvia Morawetz und Theresia Übelhör. DuMont, Köln 2019, ISBN 978-3-8321-9856-5.